# باتمان
بتمن از شهرهای جنوب شرقی کشور ترکیه و واقع در استان بتمن است. نام بتمن کوتاه شدهٔ نام کوه‌های «بت من» است.
اکثریت مردم بتمن را کُردهای کرمانج تشکیل می‌دهند و تُرک‌ها نیز اقلیتی از این شهر را تشکیل می‌دهند. تُرک‌ها مخصوصاً پس از کشف نفت در این منطقه به اینجا آمده‌اند. بتمن قبل از کشف نفت در حدود ۸۰ سال پیش شهر کوچکی با جمعیتی حدود ۴،۰۰۰-۳،۰۰۰ نفر بود اما امروزه صد برابر شده‌است که حتی با رشد طبیعی بیش از ده برابر نمی‌شد و این رشد ناگهانی بدلیل کوچ مردم از سایر نقاط ترکیه به آن است. مردم بومی باتمان کرد و از ایل خزل و این منطقه موروثی آنان از گذشته دور بوده است.